# Bob Christian
Bob Christian (11 maggio 1946) è un ex cestista statunitense, professionista nella ABA e nella NBA.

## Carriera
Venne selezionato dagli Atlanta Hawks all'ottavo giro del Draft NBA 1969 (109ª scelta assoluta).